# رذيلة

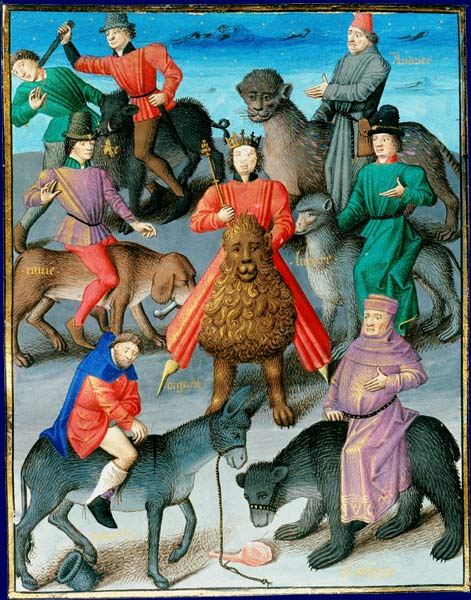

الرذيلة هي عكس الفضيلة.

## الأصل اللغوي
رَذيل: ( اسم )
الجمع : رُذَلاءُ ورذيلون، المؤنث : رَذيلة، والجمع للمؤنث : رذيلات ورَذائِلُ
الرَّذِيلُ : الرُّذال، دَنِيءٌ، خَسِيسٌ، رَدِيءٌ، نَذْلٌ
رَذيل: ( اسم )
رَذيل : فاعل من رَذُلَ
رَذيلة: ( اسم )
الجمع : رَذائِلُ
الرّذيلة : ما كان ساقطًا خسيسًا من الأعمال، وعكسها فضيله

## اقرأ أيضاً
- فضيلة